# Dick Barton: Special Agent
Pour plus de détails, voir Fiche technique et Distribution.
Dick Barton: Special Agent est un film britannique réalisé par Alfred J. Goulding, sorti en 1948.

## Synopsis
Dick Barton (Don Stannard) et ses amis Snowey et Jack enquêtent sur la contrebande. Il met au jour un complot néo-nazi de contaminer l'approvisionnement en eau de la Grande-Bretagne.

## Fiche technique
- Titre original : Dick Barton: Special Agent
- Réalisation : Alfred J. Goulding
- Scénario : Alfred J. Goulding et Alan Stranks
- Photographie : Stanley Clinton
- Musique : John Bath
- Production : Henry Halstead
- Pays d'origine : Royaume-Uni
- Format : Noir et blanc - 1,37:1 - Mono
- Genre : action
- Durée : 70 minutes
- Date de sortie : 1948

## Distribution
- Don Stannard : Dick Barton
- George Ford : Snowey White
- Gillian Maude : Jean Hunter
- Beatrice Kane : Betsy Horrock
- Ivor Danvers : Snub
- Geoffrey Wincott : Dr. Casper
- Arthur Bush : Schuler
- Alec Ross : Tony Burton